# Paul Dotzert
Paul Dotzert (* 1. Mai 1922; † 4. September 2020 in Trendelburg) war ein hessischer Politiker (SPD). Er lebte in Eberstadt, einem Ortsteil von Darmstadt.

## Leben
Dotzert war in den Jahren 1979 bis 1990 Stadtverordneter, von 1990 bis 1997 ehrenamtlicher Stadtrat. Währenddessen war er von 1983 bis 1998 Schiedsmann in Eberstadt. Er engagierte sich in mehreren lokalen Projekten seiner Heimatstadt.
Nach seinem Ausstieg aus der Politik blieb er noch Schiedsmann und erreichte hohes Ansehen in seiner Stadt. Bis zu seinem Tod im September 2020 war er in verschiedenen Vereinen von Eberstadt aktiv.

## Ehrungen
Dotzert bekam vom damaligen Bundespräsidenten Johannes Rau das Bundesverdienstkreuz am Bande und von Bundesjustizministerin Brigitte Zypries 2006 die Willy-Brandt-Medaille verliehen. Außerdem war er Ehrenmitglied des SPD-Ortsverbands Eberstadt.